# Uqba ibn Nafi

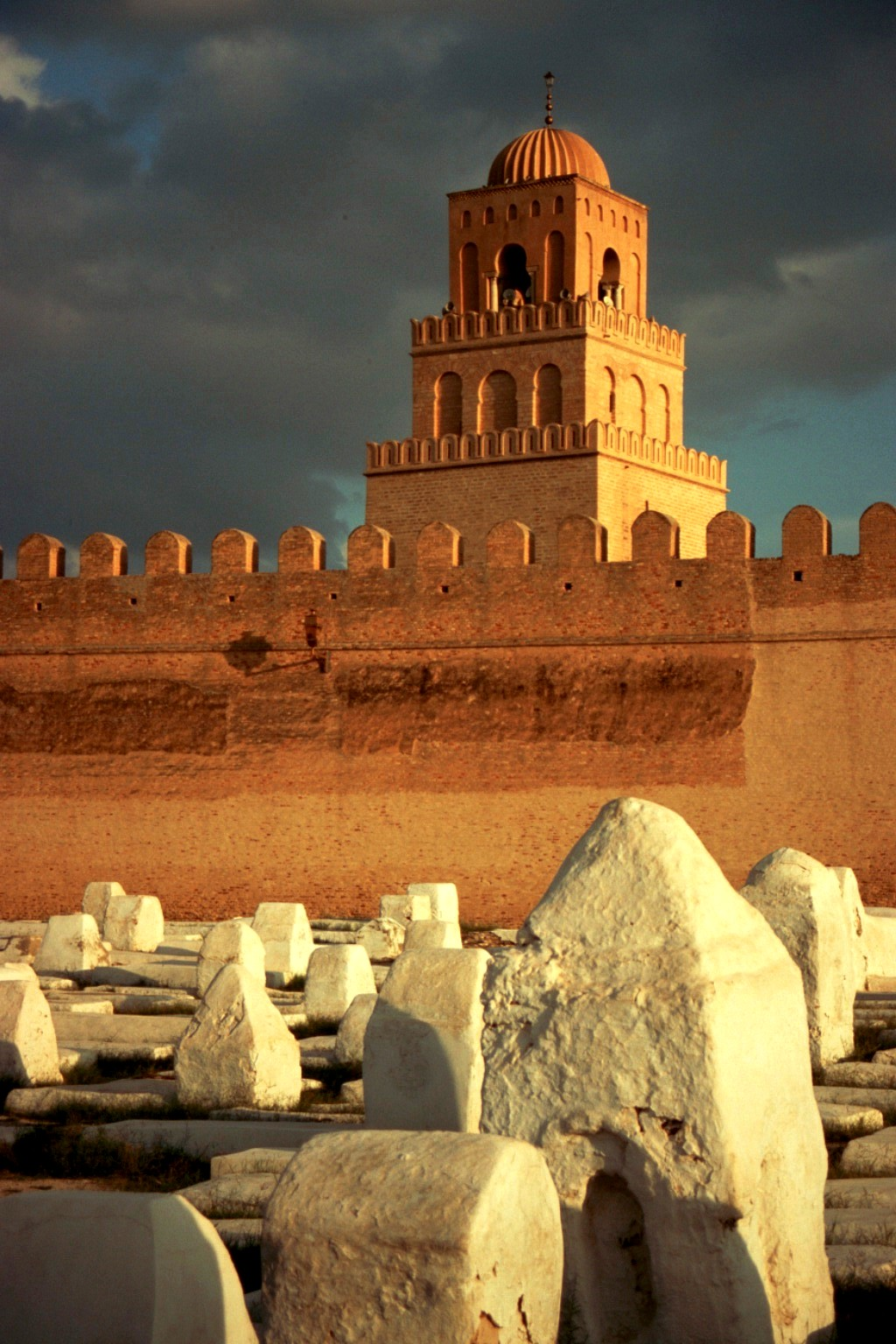
Uqbamoskén i Kairouan

Uqba ibn Nafi (Sidi Okba), född 622, död 683, var en muslimsk arabisk härförare som erövrade stora delar av Nordafrika.
Uqba ibn Nafi deltog i den islamiska expansionen i umayyadernas tjänst vid erövringen av Nordafrika. Han grundlade år 670 staden Kairouan i Tunisien som han sedan använde som bas för ytterligare militära operationer. Stadens stora moské bär hans namn. Vid muslimernas fortsatta erövring västerut mot Atlanten föll han 683 i ett slag mot berberna i nuvarande Algeriet.